# 施內溫克爾山

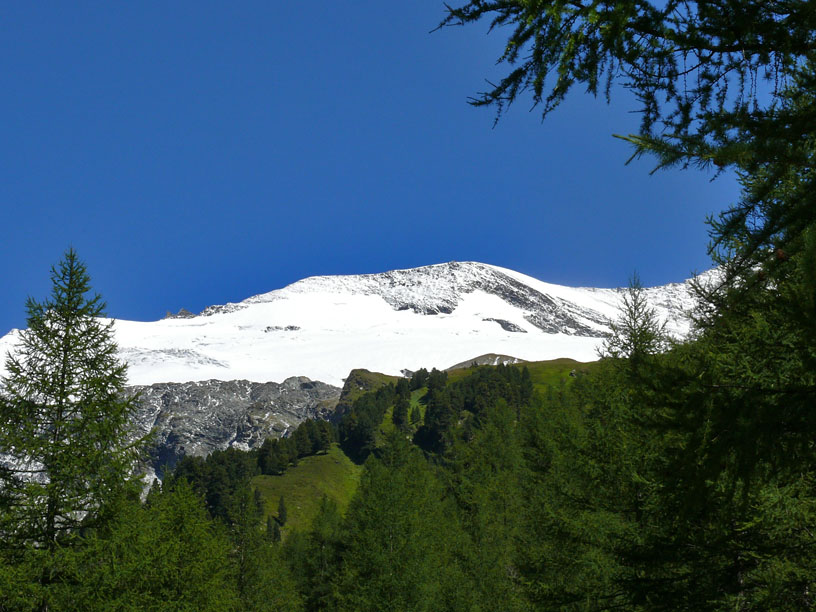

47°5′52″N 12°39′37″E / 47.09778°N 12.66028°E
施內溫克爾山（德語：Schneewinkelkopf），是奧地利的山峰，位於該國中部，處於克恩頓州和蒂羅爾州接壤的邊界，屬於格洛克納山脈的一部分，距離羅馬里斯萬德山0.8公里，海拔高度3,472米，人類首次在1869年9月14日首次登頂。